# Estadio Adolfo López Mateos
El Estadio Adolfo López Mateos es un parque de béisbol ubicado en la ciudad de Reynosa en el estado de Tamaulipas, México. Fue inaugurado el 6 de abril de 1963. El inmueble cuenta con un aforo de hasta 10 000 espectadores.
Originalmente, este estadio fue planeado para la práctica del béisbol profesional, luego de que en 1962 se diera a conocer que Reynosa sería la nueva plaza de expansión de la Liga Mexicana de Béisbol. El estadio fue entregado a la afición de Reynosa el 14 de junio de manos del entonces presidente de la república, Adolfo López Mateos. El primer partido de béisbol se disputó el 16 de septiembre entre los Algodoneros de Reynosa y el Spur Cola de Terán. El 6 de abril de 1963 se jugó el primer partido oficial de Liga Mexicana en el que los Broncos de Reynosa recibieron a los Diablos Rojos del México, ganando estos últimos 8-2.
Para 1977 los Broncos ya no jugaron en la liga, regresando para el periodo de 1980 a 1982. Posteriormente volvieron a abandonar la liga y tras su periodo más largo de ausencia en la liga, regresaron en 1995 con lo que el estadio sufrió una remodelación mayor tras tantos años en el abandono. Los Broncos permanecieron hasta 2003 y posteriormente el estadio fue adecuado para la práctica del fútbol profesional hasta que se anunció que el béisbol regresaría nuevamente para 2009.
Desde 2023 se realizan trabajos de remodelación para seguir las indicaciones de la LMB y colocarlo al estándar de dicha liga.

## Series Finales LMB
En 1969 este estadio vio coronarse a su equipo con el único título que han conquistado en su historia, ante los Sultanes de Monterrey, luego de vencerlos en los cuatro últimos juegos de la temporada; en aquel entonces no había playoffs sino que resultaba campeón el equipo que quedaba en primer lugar en el standing.
En 1981 la Serie Final regresó a Reynosa y aunque se coronaron los Diablos, resulta curiosa esta serie pues ha sido la única en toda la historia de la liga en la que ninguno de los dos equipos ganó en su casa. Los Broncos ganaron los juegos 3, 4 y 5 como visitantes en el Parque del Seguro Social de la Ciudad de México, pero perdieron los juegos 1, 2, 6 y el decisivo 7 jugando como locales en el López Mateos.

## Fútbol
Ha recibido equipos como América, Pachuca, Monterrey, Santos, Necaxa y los Tiburones Rojos de Veracruz. 
Se adecuó para que jugaran los Tigres B de la Primera División 'A' de México, equipo que jugó hasta el 2007. Para inicios del 2008 el estadio se convirtió en la casa de los Zorros de Reynosa, equipo de la Segunda División de México, que jugó ahí hasta el torneo Apertura 2008.